# Лукаш Покорний
Лукаш Покорний (чеськ. Lukáš Pokorný, нар. 5 липня 1993) — чеський футболіст, захисник.

## Клубна кар'єра
Вихованець футбольного клубу «Слован». У сезоні 2013/14 був включений до заявки першої команди і дебютував 2 березня 2014 року у матчі чемпіонату проти «Височини» (3:2). Загалом у першому сезоні він зіграв 5 ігор. 18 квітня 2015 року забив свій перший гол у чемпіонаті в матчі проти «Спарти» (2:1). В цьому ж сезоні 2014/15 клуб виграв Кубок Чехії. Всього за три з половиною сезони в рідному клубі провів 60 матчів в чемпіонаті і забив 2 голи, а в останньому сезоні був капітаном команди.
У січні 2017 року за 1,5 мільйона євро (близько 40 мільйонів крон) перейшов у французький «Монпельє», підписавши контракт на 3,5 роки. В Лізі 1 дебютував 27 січня 2017 року в матчі проти «Марселя» (1:5), вийшовши на заміну на 82 хвилині. Так і не ставши основним гравцем, восени 2017 року, після зміни тренера, був переведений до резервної команди.
У січні 2018 року він повернувся до Чехії та підписав контракт зі «Славією» і цього ж року вдруге у кар'єрі став володарем Кубка Чехії. Всього відіграв за празьку команду 5 матчів у національному чемпіонаті.
У січні 2019 року приєднався на правах оренди до клубу «Богеміанс 1905», де і виступав до листопада 2021 року, коли у віці 28 років змушений був завершити ігрову кар'єру через постійні проблеми з травмами.

## Виступи за збірну
31 жовтня 2016 року дебютував в офіційних матчах у складі національної збірної Чехії в товариській грі проти Вірменії (3:0).

## Титули і досягнення
- Володар Кубка Чехії (2):

«Слован»: 2014/15
«Славія»: 2017/18